# Dollify
Dollify é um aplicativo gratuito para Android e iOS que permite ao usuário criar sua própria caricatura.

## História
Criado pelo artista digital costarriquenho, David Álvarez, Dollify chegou às lojas de aplicativos há pouco tempo, a primeira versão da AppStore é de dezembro de 2018.
A partir da 25ª quinta semana de 2019, foram disponibilizados bonecos masculinos. Antigamente o app só oferecia opções de personalização feminina.

## Compras no aplicativo
Alguns itens só podem ser desbloqueados com o plano de assinatura premium, que custa US$ 6.99 - algo em torno de R$ 26,70. Além disso, o assinante poderá salvar as imagens sem marca d'água e obter acesso a itens exclusivos de personalização.

## Sucesso
Lançado no final de 2018, o aplicativo chegou ao topo na lista dos softwares mais baixados da App Store brasileira no dia 26 de junho de 2019. O serviço está à frente de gigantes como WhatsApp, Instagram e YouTube, por exemplo. Segundo o site de monitoramento de aplicativos AppBrain, o número de downloads do Dollify na Google Play Store já passa de 5 milhões.
O Dollify virou febre nas redes sociais, ficou em alta no Twitter com usuários comparando as caricaturas com suas próprias fotos.Tem até pessoas substituindo a foto de perfil nas redes sociais pela caricatura do Dollify. O programa roda tanto em Android quanto em iOS e não exige muito do seu dispositivo. Então, mesmo quem não tem o smartphone mais potente, pode brincar.
Durante a 26ª semana de 2019, as timelines do Instagram ficaram cheias de caricaturas feita com o Dollify.